# 王韶之
王 韶之（おう しょうし、380年 - 435年）は、東晋から南朝宋にかけての歴史家・官僚。字は休泰。本貫は琅邪郡臨沂県。

## 経歴
王偉之（王廙の子の王羨之の子）の子として生まれた。家は貧しく、父が烏程県令となったため、県境に居住した。衛将軍謝琰の下で行参軍を務めた。史籍を好んで広く読み、当時の詔や命令、上表や上奏文をよく書き写した。太元・隆安年間の時事を記録して、『晋安帝陽秋』を私撰した。完成すると、当時の人に史職に就くべき人物とみなされて、著作佐郎に任じられた。自著の続きを書き、義熙9年（413年）まで記述した。叙事をよくし、言葉や議論に見るべきものがあり、後代の佳史と称された。尚書祠部郎となり、領西省事を務めた。中書侍郎に転じた。
義熙14年（418年）12月、劉裕の命により東堂に派遣され、安帝に鴆毒を与えて毒殺した。恭帝が即位すると、韶之は黄門侍郎に任じられ、著作郎を兼ねた。永初元年（420年）、劉裕が帝位に就くと、韶之は驍騎将軍の号を加えられ、琅邪郡中正を務めた。西省の職を解かれ、また宋の記録を司るようになった。永初2年（421年）、璽封を誤った罪により、黄門侍郎の任を解かれた。
韶之が晋の歴史を書いたとき、王珣の利殖や王廞の反乱について非難した。王珣の子の王弘と王廞の子の王華がともに貴顕となると、韶之は彼らに陥れられることを恐れて、徐羨之や傅亮らと強く結ぶようになった。永初3年（422年）、少帝が即位すると、韶之は侍中の位を受けた。景平元年（423年）、呉興郡太守として出向した。元嘉3年（426年）、徐羨之が処刑されると、王弘が司徒として入朝し、揚州刺史を兼ねた。韶之は王弘と職務上のつきあいがあったが、その弟たちはお互いに面識がなく、両家の往来もなかった。韶之は呉興郡にあって、いつも王弘に摘発されることを恐れ、職務に精励して成績を挙げたので、王弘は私怨を抑えて韶之を公正に扱った。文帝は韶之を賞賛して、良守と称し、秩中二千石を加えた。元嘉10年（433年）、韶之は建康に召還されて祠部尚書となり、給事中の位を加えられた。呉興郡を去ってからも物を取り送っていた罪により、免官された。
元嘉12年（435年）、再び呉興郡太守として出向した。この年のうちに死去した。享年は56。
子に王曄之があり、尚書駕部外兵郎・臨賀郡太守となった。

## 伝記資料
- 『宋書』巻60 列伝第20
- 『南史』巻24 列伝第14